# Aeroport de Gran Canària
L'Aeroport de Gran Canària (codi IATA: LPA, codi OACI: GCLP) és un aeroport espanyol d'Aena situat a l'illa de Gran Canària, a la badia de Gando, ocupant superfície dels municipis d'Ingenio i Telde. L'aeroport forma part de l'aeròdrom d'utilització conjunta Gran Canària/Gando amb la base aèria de l'Exèrcit de l'Aire de Gando. També en els voltants de l'Aeroport de Gran Canària es troba el Centre de Control de Trànsit Aeri de Canàries.
L'aeroport de Gran Canària és el cinquè més important d'Espanya per nombre de passatgers, només superat pels aeroports de Màlaga, el quart, el de Mallorca, el tercer, el de Barcelona, el segon, i el de Madrid, el primer més important del país. Per comprendre la importància relativa d'aquest aeroport enfront dels quatre anteriorment esmentats, fa falta veure que tant Madrid com Barcelona són ciutats amb una població fins a 10 vegades major que la de la capital de Gran Canària, Las Palmas de Gran Canaria. L'aeroport de Màlaga és el centre neuràlgic aeri d'una enorme zona del sud d'Espanya. Mallorca concentra el seu tràfic en mesos estivals, sent l'únic aeroport d'importància de l'arxipèlag balear, característica que comparteix amb l'Aeroport de Màlaga. Per contra, l'Aeroport de Gran Canària té un flux constant de passatgers al llarg de l'any, amb pics en mesos d'estiu i d'hivern. Amb 5.011.176 passatgers anualment, Gran Canària és la segona illa que congrega el major nombre de passatgers de les Illes Canàries, després de Tenerife.
L'aeroport està situat a una distància de 18 quilòmetres de la capital de l'illa, Las Palmas de Gran Canaria, i a 25 quilòmetres dels centres turístics.
La seva ubicació geogràfica, situat a 23 metres sobre el nivell del mar, i les seves òptimes condicions meteorològiques contribueixen a considerar a l'aeroport de Gran Canària com un dels més segurs, estenent-se les seves operacions durant les 24 hores del dia.
Posseeix dues pistes paral·leles:la 03L/21R, amb sistemes ILS CAT I en ambdues capçaleres, i és la que se sol utilitzar tant per a enlairaments com per a aterratges i la 03R/21L, sense ILS i utilitzada principalment per avions militars encara que no és estrany veure enlairar avions civils en dies de molt tràfic aeri. La presència d'aquestes dues pistes (únic aeroport que les posseeix a Canàries), permet un màxim operatiu de 53 operacions/hora. Ambdues pistes compten amb una longitud de 3100 metres i una amplària de 45 metres.
A causa dels vents predominants durant gairebé tot l'any, la pista més utilitzada és la 03 L, realitzant-se la majoria de les aproximacions de manera visual a causa de la bona visiblitat. No obstant això es poden realitzar aproximacions instrumentals o ILS.
Quant al volum de passatgers que passen a través de les seves instal·lacions, aquest ha anat en constant creixement des de l'any 1994 (7.770.899) fins a estabilitzar-se a partir de l'any 1994 en el ventall que va des dels 9.000&.000 a 10.000.000 passatgers. La majoria del tràfic (un 73%) té caràcter internacional, sobretot connexions amb Alemanya, Regne Unit i Rússia destacant igualment el tràfic interinsular amb un 16% i 4.071.875 de passatgers en 2014. Aquest tràfic interinsular (entre les illes) està operat per 2 companyies: Binter Canàries i Canary Fly.

## L'aeroport en xifres
L'any 2013, l'aeroport de Gran Canària va rebre 9.770&.039 passatgers, situant-se en 5è lloc a nivell nacional i convertint-ho en el primer aeroport de Canàries. De fet, en 2012 AENA va declarar que només 9 aeroports espanyols van obtenir beneficis en 2011, sent el de Gran Canària un d'ells. Les xifres de càrrega situen a l'aeroport en cinquè lloc a nivell nacional, amb un volum de més de 18,7 milions de tones en 2013. Tot i això, Gran Canària és la segona illa que congrega el major nombre de passatgers de Canàries, després de l'illa de Tenerife que té dos aeroports.
Finalment quant a xifres, destacar que durant l'any 2012, es van realitzar 95.485 vols comercials amb origen o destinació a Gran Canària.
L'aeroport de Gran Canària està certificat per l'ISO-9001 a causa del seu compromís amb la qualitat i també mediambiental a través de la certificació ISO-14001 obtinguda el gener de 2004.

## Els orígens de l'aeroport de Gran Canària
Els orígens de l'aeroport es remunten al final de la Primera Guerra Mundial, moment en el qual sorgeix una línia aèria que uneix França amb les seves colònies africanes i amb Sud-amèrica. El nom de les Illes Canàries comença a sonar com a punt d'escala en aquesta ruta.
En 1933 es realitza el primer vol amb passatgers i el 1935 aquesta ruta es converteix en la línia Madrid- Canàries. El primer edifici terminal data del període que va des de 1944 a 1946, declarant-se en aquest any l'aeroport obert a tràfic nacional i internacional i ho qualifica com a duaner.
Des de 1948 a 1957 la pista creix des dels 700 a 2000 metres de longitud, tots ells asfaltats, classificant-se l'aeroport com de segona categoria. El 1960, ascendeix a aeroport de primera categoria a ampliar-se la pista 3100 metres, instal·lar-se un VOR i la construcció d'un parc de salvament i serveis.
Fins a 1966 s'emprava la torre de control integrada a l'edifici terminal de passatgers, construint-se en aquest any la nova torre de control.
El 1970 la nova terminal de passatgers comença a construir-se fins a arribar a una superfície de 35 000 metres quadrats, adaptant-se els marges laterals de la pista i el carrer de rodadura als nous reactors del moment.
Caldria esperar fins a 1980 perquè la segona pista estigués operativa, incrementant així el volum del tràfic de passatgers.
L'actual terminal data de 1994, i compta amb una superfície de més de 100.000 metres quadrats, amb 95 taulells de facturació, 11 passarel·les telescòpiques o fingers i 16 cintes de recollida d'equipatges.
Actualment existeix un projecte d'ampliació de l'aeroport, amb la construcció de la tercera pista, la qual afectaria a nuclis urbans propers pel que caldria expropiar els terrenys que ocupen per poder ampliar el recinte aeroportuari. Aquesta expropiació té de termini fins a 2010 per finalitzar-se.
Com a dada històrica d'interès, assenyalar que des d'aquest aeroport va partir el vol del Dragon Rapide que va portar Francisco Franco fins a Tetuan el 18 de juliol de 1936, iniciant-se la Guerra Civil Espanyola.

## Aerolínies i destinacions
L'Aeroport de Gran Canària té dues terminals, una per als vols de la Unió Europea i Espanya (Terminal Internacional - A) i una altra per als vols no comunitaris i insulars (Terminal B-C). Tradicionalment ha tingut un important tràfic aeri procedent del Regne Unit, Alemanya, Irlanda, països escandinaus, Rússia, Països Baixos, Bèlgica, Polònia, Suïssa, Luxemburg, Argentina, França i Itàlia durant tot l'any.
| Ciutats                  | Aeroport                                                   | Aerolínies |        |        |        |
| Àfrica                   | Àfrica                                                     | Àfrica | Àfrica | Àfrica | Àfrica |
| ------------------------ | ---------------------------------------------------------- | --- | ------ | ------ | ------ |
| Cap Verd                 |                                                            | |        |        |        |
| Sal                      | Aeroport Internacional Amílcar Cabral                      | Binter Canarias |        |        |        |
| Gàmbia                   |                                                            | |        |        |        |
| Banjul                   | Aeroport Internacional Yundum                              | Binter Canarias |        |        |        |
| Marroc                   |                                                            | |        |        |        |
| Agadir                   | Aeroport d'Agadir-Al Massira                               | Binter Canarias |        |        |        |
| Casablanca               | Aeroport Internacional Mohammed V                          | Binter Canarias / Royal Air Maroc |        |        |        |
| Marràqueix               | Aeroport de Marràqueix–Menara                              | Binter Canarias |        |        |        |
| Mauritània               |                                                            | |        |        |        |
| Nouadhibou               | Aeroport de Nouadhibou                                     | Mauritania Airways |        |        |        |
| Nouakchott               | Aeroport Internacional de Nouakchott                       | Binter Canarias / Mauritania Airways                                                                                                  |        |        |        |
| Sàhara Occidental        |                                                            | |        |        |        |
| Al-Aaiun                 | Aeroport Internacional Hassan I                            | Binter Canarias / Royal Air Maroc |        |        |        |
| Dakhla                   | Aeroport de Dakhla                                         | Binter Canarias |        |        |        |
| Senegal                  |                                                            | |        |        |        |
| Dakar                    | Aeroport Internacional de Dakar-Yoff/Léopold Sédar Senghor | Binter Canarias |        |        |        |
| Europa                   |                                                            | |        |        |        |
| Alemanya                 |                                                            | |        |        |        |
| Berlín                   | Aeroport de Berlín-Schönefeld                              | Ryanair |        |        |        |
| Berlín                   | Aeroport de Berlín-Tegel                                   | Germania / Laudamotion / Tuifly |        |        |        |
| Bremen                   | Aeroport de Bremen                                         | Germania |        |        |        |
| Colònia (Alemanya)       | Aeroport de Colònia/Bonn                                   | Condor / Eurowings / Laudamotion / Norwegian Air Shuttle / Ryanair / Tuifly                                                           |        |        |        |
| Dresden                  | Aeroport de Dresden                                        | Germania |        |        |        |
| Düsseldorf               | Aeroport Internacional de Düsseldorf                       | Condor Airlines / Germania / Eurowings / Laudamotion / Norwegian Air Shuttle / Travel Service / Tuifly                                |        |        |        |
| Erfurt                   | Aeroport d'Erfurt                                          | Germania |        |        |        |
| Frankfurt del Main       | Aeroport de Frankfurt del Main                             | Condor Airlines / Ryanair / Tuifly |        |        |        |
| Friedrichshafen          | Aeroport de Friedrichshafen                                | Germania |        |        |        |
| Hamburg                  | Aeroport d'Hamburg-Fuhlsbüttel                             | Condor Airlines / Norwegian Air Shuttle / Ryanair / Scandinavian Airlines / Tuifly                                                    |        |        |        |
| Hannover                 | Aeroport de Hannover                                       | Condor Airlines / Travel Service / Tuifly                                                                                             |        |        |        |
| Karlsruhe                | Aeroport de Karlsruhe-Baden Baden                          | Tuifly |        |        |        |
| Leipzig                  | Aeroport de Leipzig/Halle                                  | Condor Airlines / Small Planet Airlines                                                                                               |        |        |        |
| Múnic                    | Aeroport Internacional de Munic-Franz Josef Strauss        | Condor Airlines / Norwegian Air Shuttle / Tuifly                                                                                      |        |        |        |
| Münster                  | Aeroport de Münster/Osnabrück                              | Germania |        |        |        |
| Nuremberg                | Aeroport de Nuremberg                                      | Germania |        |        |        |
| Paderborn                | Aeroport de Paderborn-Lippstadt                            | Small Planet Airlines |        |        |        |
| Saarbrücken              | Aeroport de Saarbrücken                                    | Tuifly |        |        |        |
| Stuttgart                | Aeroport de Stuttgart                                      | Condor Airlines / Tuifly |        |        |        |
| Weeze                    | Aeroport de Weeze                                          | Ryanair |        |        |        |
| Zweibrucken              | Aeroport de Zweibrucken                                    | Tuifly |        |        |        |
| Àustria                  |                                                            | |        |        |        |
| Viena                    | Aeroport de Viena-Schwechat                                | Austrian Airlines / Eurowings / Travel Service                                                                                        |        |        |        |
| Bèlgica                  |                                                            | |        |        |        |
| Brussel·les              | Aeroport de Brussel·les-National                           | Brussels Airlines / Tui Fly Belgium                                                                                                   |        |        |        |
| Charleroi                | Aeroport de Brussel·les Sud                                | Tui Fly Belgium / Ryanair |        |        |        |
| Lieja                    | Aeroport de Lieja                                          | Tui Fly Belgium |        |        |        |
| Oostende                 | Aeroport Internacional d'Oostende-Bruges                   | Tui Fly Belgium |        |        |        |
| Dinamarca                |                                                            | |        |        |        |
| Aalborg                  | Aeroport d'Aalborg                                         | Jet Time |        |        |        |
| Billund                  | Aeroport de Billund                                        | Thomas Cook Airlines Scandinavia |        |        |        |
| Copenhaguen              | Aeroport de Copenhaguen-Kastrup                            | Jet Time / Norwegian Air Shuttle / Scandinavian Airlines System / Thomas Cook Airlines Scandinavia                                    |        |        |        |
| Espanya                  |                                                            | |        |        |        |
| Alacant                  | Aeroport d'Alacant-Elx                                     | Air Nostrum |        |        |        |
| Barcelona                | Aeroport de Barcelona-El Prat                              | Norwegian Air International / Ryanair / Vueling                                                                                       |        |        |        |
| Bilbao                   | Aeroport de Bilbao                                         | Vueling |        |        |        |
| La Corunya               | Aeroport de la Corunya                                     | Vueling |        |        |        |
| Fuerteventura            | Aeroport de Fuerteventura                                  | Air Europa / Binter Canarias / Canary Fly / Neos                                                                                      |        |        |        |
| Granada                  | Aeroport de Granada                                        | Vueling |        |        |        |
| El Hierro                | Aeroport de El Hierro                                      | Binter Canarias |        |        |        |
| Lanzarote                | Aeroport de Lanzarote                                      | Air Europa / Binter Canarias / Canary Fly / Small Planet Airlines                                                                     |        |        |        |
| Madrid                   | Aeroport de Madrid-Barajas                                 | Air Europa / Iberia LAE / Iberia Express / Norwegian Air International / Ryanair                                                      |        |        |        |
| Màlaga                   | Aeroport de Màlaga-Costa del Sol                           | Norwegian Air International / Vueling                                                                                                 |        |        |        |
| La Palma                 | Aeroport de La Palma                                       | Binter Canarias / Enter Air |        |        |        |
| Santiago de Compostel·la | Aeroport de Santiago de Compostel·la                       | Air Europa / Ryanair |        |        |        |
| Sevilla                  | Aeroport de Sevilla                                        | Ryanair / Vueling |        |        |        |
| Tenerife                 | Aeroport de Tenerife Nord                                  | Air Europa / Binter Canarias / Canary Fly / Royal Air Maroc                                                                           |        |        |        |
| Tenerife                 | Aeroport de Tenerife Sud                                   | Binter Canarias / Neos / Tui |        |        |        |
| València                 | Aeroport de València                                       | Ryanair |        |        |        |
| Vigo                     | Aeroport de Vigo                                           | Binter Canarias |        |        |        |
| Finlàndia                |                                                            | |        |        |        |
| Hèlsinki                 | Aeroport de Hèlsinki-Vantaa                                | Norwegian Air Shuttle / Thomas Cook Airlines Scandinavia                                                                              |        |        |        |
| França                   |                                                            | |        |        |        |
| Lilla                    | Aeroport de Lilla-Lesquin                                  | Travel Service |        |        |        |
| Lió                      | Aeroport de Lió–Saint-Exupéry                              | Vueling |        |        |        |
| París                    | Aeroport de París-Charles de Gaulle                        | Enter Air / Travel Service |        |        |        |
| París                    | Aeroport de París-Orly                                     | Vueling Airlines |        |        |        |
| Nantes                   | Aeroport de Nantes-Atlantique                              | Volotea / Vueling |        |        |        |
| Hongria                  |                                                            | |        |        |        |
| Budapest                 | Aeroport Internacional de Budapest Ferenc Liszt            | Ryanair |        |        |        |
| Irlanda                  |                                                            | |        |        |        |
| Cork                     | Aeroport de Cork                                           | Aer Lingus / Ryanair |        |        |        |
| Dublín                   | Aeroport de Dublín                                         | Aer Lingus / Ryanair / Tui Airways |        |        |        |
| Islàndia                 |                                                            | |        |        |        |
| Reykjavík                | Aeroport de Reykjavík-Keflavík                             | Icelandair |        |        |        |
| Itàlia                   |                                                            | |        |        |        |
| Bèrgam                   | Aeroport de Bèrgam-Orio al Serio                           | Ryanair |        |        |        |
| Bolonya                  | Aeroport de Bolonya                                        | Ryanair |        |        |        |
| Milà                     | Aeroport de Milà-Malpensa                                  | Neos / Ryanair |        |        |        |
| Pisa                     | Aeroport de Pisa                                           | Ryanair |        |        |        |
| Roma                     | Aeroport de Roma-Fiumicino                                 | Vueling |        |        |        |
| Treviso                  | Aeroport de Treviso                                        | Ryanair |        |        |        |
| Verona                   | Aeroport de Verona                                         | Neos |        |        |        |
| Luxemburg                |                                                            | |        |        |        |
| Luxemburg                | Aeroport de Luxemburg                                      | Luxair |        |        |        |
| Noruega                  |                                                            | |        |        |        |
| Bergen                   | Aeroport de Bergen-Flesland                                | Norwegian Air International |        |        |        |
| Harstad/Narvik           | Aeroport de Harstad/Narvik-Evenes                          | Norwegian Air Shuttle |        |        |        |
| Oslo                     | Aeroport d'Oslo-Gardermoen                                 | Norwegian Air International / Norwegian Air Shuttle / Scandinavian Airlines System / Thomas Cook Airlines Scandinavia / TUIfly Nordic |        |        |        |
| Sandefjord               | Aeroport de Sandefjord                                     | Norwegian Air International |        |        |        |
| Trondheim                | Aeroport de Trondheim-Værnes                               | Thomas Cook Airlines Scandinavia |        |        |        |
| Països Baixos            |                                                            | |        |        |        |
| Amsterdam                | Aeroport d'Amsterdam-Schiphol                              | Small Planet Airlines / Transavia Holland / Tui Airlines Nederland                                                                    |        |        |        |
| Eindhoven                | Aeroport d'Eindhoven                                       | Ryanair / Transavia Holland / Tui Airlines Nederland                                                                                  |        |        |        |
| Groningen                | Aeroport de Groningen-Eelde                                | Transavia Holland |        |        |        |
| Rotterdam                | Aeroport de Rotterdam-La Haia                              | Transavia Holland / Travel Service |        |        |        |
| Polònia                  |                                                            | |        |        |        |
| Cracòvia                 | Aeroport Internacional Joan Pau II de Cracòvia-Balice      | Ryanair |        |        |        |
| Katowice                 | Aeroport de Katowice                                       | Enter Air |        |        |        |
| Poznań                   | Aeroport de Poznań-Ławica                                  | Enter Air |        |        |        |
| Varsòvia                 | Aeroport de Varsòvia Chopin                                | Enter Air |        |        |        |
| Varsòvia                 | Aeroport de Varsòvia Modlin                                | Ryanair |        |        |        |
| Portugal                 |                                                            | |        |        |        |
| Funchal                  | Aeroport de Madeira                                        | Binter Canarias / Brussels Airlines / Tui Fly Belgium                                                                                 |        |        |        |
| Lisboa                   | Aeroport de Lisboa                                         | Binter Canarias / TAP Portugal |        |        |        |
| Ponta Delgada            | Aeroport Joan Pau II                                       | Azores Airlines |        |        |        |
| Porto                    | Aeroport de Porto-Francisco Sá Carneiro                    | Ryanair |        |        |        |
| Regne Unit               |                                                            | |        |        |        |
| Birmingham               | Aeroport Internacional de Birmingham-West Midlands         | Jet2.com / Ryanair / Thomas Cook Airlines / TUI Airways                                                                               |        |        |        |
| Bournemouth              | Aeroport Internacional de Bournemouth                      | Ryanair / TUI Airways |        |        |        |
| Bristol                  | Aeroport Internacional de Bristol                          | Ryanair / Thomas Cook Airlines / TUI Airways                                                                                          |        |        |        |
| Cardiff                  | Aeroport Internacional de Cardiff                          | TUI Airways |        |        |        |
| Doncaster                | Aeroport de Doncaster Sheffield                            | TUI Airways |        |        |        |
| Edimburg                 | Aeroport d'Edimburg                                        | Jet2.com / Ryanair / TUI Airways |        |        |        |
| Exeter                   | Aeroport Internacional d'Exeter                            | TUI Airways |        |        |        |
| Glasgow                  | Aeroport Internacional de Glasgow                          | Jet2.com / Ryanair / Thomas Cook Airlines / TUI Airways                                                                               |        |        |        |
| Glasgow                  | Aeroport de Glasgow Prestwick                              | Ryanair |        |        |        |
| Leeds                    | Aeroport Internacional de Leeds Bradford                   | Jet2.com / Ryanair |        |        |        |
| Liverpool                | Aeroport de Liverpool-John Lennon                          | Ryanair |        |        |        |
| Londres                  | Aeroport de Londres-Gatwick                                | Easyjet / Norwegian Air International / Thomas Cook Airlines / TUI Airways                                                            |        |        |        |
| Londres                  | Aeroport de Londres-Heathrow                               | British Airways |        |        |        |
| Londres                  | Aeroport de Londres-Luton                                  | Ryanair / TUI Airways |        |        |        |
| Londres                  | Aeroport de Londres-Stansted                               | Jet2.com / Ryanair / TUI Airways |        |        |        |
| Manchester               | Aeroport de Manchester                                     | Jet2.com / Ryanair / Thomas Cook Airlines / TUI Airways                                                                               |        |        |        |
| Newcastle upon Tyne      | Aeroport de Newcastle upon Tyne                            | Jet2.com / Thomas Cook Airlines / TUI Airways                                                                                         |        |        |        |
| Norwich                  | Aeroport de Norwich                                        | TUI Airways |        |        |        |
| Nottingham               | Aeroport d'East Midlands                                   | Jet2.com / Ryanair / Thomas Cook Airlines                                                                                             |        |        |        |
| Txèquia                  |                                                            | |        |        |        |
| Praga                    | Aeroport de Praga                                          | Travel Service Airlines |        |        |        |
| Suècia                   |                                                            | |        |        |        |
| Estocolm                 | Aeroport d'Estocolm-Arlanda                                | Norwegian Air International / Norwegian Air Shuttle / Thomas Cook Airlines Scandinavia / TUI Airways                                  |        |        |        |
| Göteborg                 | Aeroport de Göteborg-Landvetter                            | TUI Airways / TUIfly Nordic |        |        |        |
| Malmö                    | Aeroport de Malmö-Sturup                                   | Thomas Cook Airlines Scandinavia |        |        |        |
| Suïssa                   |                                                            | |        |        |        |
| Basilea                  | Aeroport de Basilea-Mulhouse-Friburg                       | EasyJet Switzerland / Tuifly |        |        |        |
| Ginebra                  | Aeroport Internacional de Ginebra                          | Vueling Airlines |        |        |        |
| Zúric                    | Aeroport Internacional de Zuric                            | Edelweiss Air / Germania / Vueling Airlines                                                                                           |        |        |        |

## Companyies de lloguer de cotxes
A l'Aeroport de Gran Canària operen diverses companyies de lloguer de cotxes autoritzades per AENA: Top Car AutoReisen, Cicar, Hertz, Goldcar, Europcar i AVIS. Totes aquestes companyies es troben al vestíbul d'arribades de vols internacionals. Al vestíbul d'arribades de vols nacionals solament operen Top Car i Cicar. Existeixen altres empreses de lloguer de vehicles que operen fora de l'aeroport, però no estan autoritzades per AENA.
actualitzat a novembre de 2015